# Andrew Hutchison
Andrew Hutchison,  de Oxford, Inglaterra, es un enfermero que se grabó a sí mismo violando a dos pacientes mientras estaban inconscientes en urgencias. Hutchinson trabajaba como Jefe de enfermería en el Hospital John Radcliffe.
En 2013, fue detenido por voyeurismo por haber filmado ilícitamente a chicas jóvenes bajo las paredes de los vestuarios del Centro de Ocio White Horse de Abingdon en Oxfordshire. La policía descubrió que Hutchinson  se había grabado sexualmente a otras dos mujeres borrachas e inconscientes mientras trabajaba como voluntario en la carpa médica del Wilderness Festival de Oxfordshire, en agosto de 2013. Cuando la policía registró su casa encontró imágenes de los ataques sexuales en su teléfono y equipo informático, pornografía infantil y  miles de fotos voyeuristas que él tomaba sin consentimiento a mujeres.
Entre ellas se encontraban fotos voyeuristas que él tomaba sin consentimiento a mujeres tomadas en el metro de Londres mientras era voluntario en los Juegos Olímpicos de 2012. Andrew Hutchison se grabó a sí mismo violando a dos mujeres que estaban inconscientes en la sala de urgencias del hospital John Radcliffe, tras haber bebido demasiado alcohol en una noche de fiesta.
Hutchinson fue también condenado por los cargos de voyeurismo y ultraje a la decencia pública en relación con dos niñas de 10 y 15 años en el centro de ocio White Horse de Abingdon. Hutchinson fue también condenado por dos delitos de agresión sexual contra una joven de 21 años y a otra mujer de 24 en la carpa médica del Wilderness Festival.
Fue capturado alcoholizado y  escondido en un arbusto de un jardín en Church Street, Ainsworth, con nueve teléfonos móviles robados. Hutchinson había sido despedido del hospital tras una investigación interna. En abril de 2015 fue sentenciado a 18 años de prisión. Hutchinson admitió haber cometido 23 delitos sexuales durante dos años.
También admitió haber utilizado una cámara para espiar a mujeres y niños en el centro de ocio White Horse de Abingdon, y confesó que había estado llevando a cabo agresiones sexuales desde sus 16 años de edad. Confesó que atacó a mujeres que se habían desmayado mientras él estaba de servicio en el festival de música y mujeres que habían perdido el conocimiento por haber bebido demasiado, por lo cual no fueron conscientes de que habían sido agredidas hasta que la policía de Thames Valley se puso en contacto con ellas.
Se le impuso la prisión preventiva pero luego se le concedió la libertad bajo fianza el 29 de octubre de 2019 al término de su internamiento. A continuación, reincidió cometiendo delitos contra su expareja. Su fianza fue revocada el 11 de diciembre de 2019 y desde entonces has permanecido en prisión preventiva.